# World Class Wreckin’ Cru
The World Class Wreckin’ Cru – grupa muzyczna tworząca w nurcie electro, w której pierwsze kroki stawiał Dr. Dre. 

## Historia
Założycielem grupy był Lonzo (właściciel klubu Eve After Dark z Compton), a właścicielem Alonzo Williams.
W składzie oprócz Dr. Dre i Lonzo byli również DJ Yella i Cli-N-Tel. 
Pierwsze single grupy (Juice, Surgery) stanowią klasykę połączenia electro i oldschoolowego rapu. Aktywność grupy po 1986 roku stanowiła niemalże solową działalność Lonzo, podczas gdy pozostali członkowie zaangażowali się w gangsta rap, tworząc N.W.A. Pod szyldem The World Class Wreckin’ Cru ukazała się ballada Turn Off The Lights, oraz pełny album Phases In Life. Brzmienie produkcyjne W.C.W.C. z czasem oddalało się od electro, dążąc ku bardziej melodyjnym utworom.

## Dyskografia
- World Class (1985)
- Rapped in Romance (1986)

Kompilacje
- The Best Of The World Class Wreckin’ Cru (1987)
- Turn Off The Lights In The Fast Lane (1991)
- Dr. Dre Vs World Class Wreckin' Crew (2005)